# Adolfo Busi
Adolfo Busi (Faenza, 1891 – Bologna, 1977) è stato un pittore e illustratore italiano.
Fu uno degli illustratori di punta di Casa Ricordi, dove si dedicò in particolar modo alla grafica pubblicitaria. Fu anche un prolifico illustratore di cartoline. Come pittore si concentrò principalmente sul ritratto. La sua attività artistica iniziò nel periodo in cui in Italia si affermava lo stile Liberty e raggiunse il suo culmine negli anni Trenta, quando la grafica pubblicitaria concorreva a definire le caratteristiche stilistiche dell'Art Déco.

## Biografia
Studiò all'Accademia di Belle arti a Bologna, dove ebbe tra i compagni di corso Giorgio Morandi. Il suo primo quadro, Il Cappello nero, è del 1912, mentre negli anni 1914 e 1915 fu intensa la sua attività espositiva, che culminò nella partecipazione alla II e III Secessione romana e all'Esposizione Internazionale di San Francisco. 
Nel 1915 sposò la pittrice Lilla Leonardi, già sua compagna di corso all'Accademia, si trasferì ad Alessandria per un incarico di insegnamento, e cominciò a scoprire la propria vocazione grafica vincendo un concorso per il Calendario 1916 della Ditta Ruggeri di Pesaro e partecipando ad atri concorsi per illustratori. Pur non abbandonando la pittura, che si concentrò soprattutto sulla ritrattistica, in particolare di donne appartenenti alla borghesia milanese, bolognese e romagnola, l'attività di Busi si spostò decisamente verso la grafica, in particolare la grafica pubblicitaria. 
Tornato a Bologna dopo la parentesi piemontese, nel 1920 cominciò una collaborazione con l'Atelier Chappuis per la produzione di alcuni manifesti, tra i quali Lozione Pro Capillis Lepit (1925) e Ballo della stampa Rimini (1927), il primo di una lunga serie di manifesti promozionali della città romagnola, dove trascorreva lunghi periodi di villeggiatura. Nel 1926, un lungo viaggio in Francia e in Belgio gli portò una collaborazione con la Ditta Hautecoeur di Parigi, per la quale realizzò una serie di pochoir con Pierrot e damine. 
Già nel 1925 aveva iniziato a collaborare con la ditta Barilla, per la quale realizzò due calendari. Nel 1928 cominciò la sua attività per le Officine Grafiche Ricordi, che produssero una lunga serie di manifesti da lui disegnati, nonché tutte le realizzazioni che Busi ideò nel corso della sua lunghissima collaborazione con la ditta Lanerossi di Vicenza. 
Nel 1928 un suo manifesto fu scelto da Mussolini come vincitore del Concorso Nazionale per la Battaglia del Grano. Nel 1932, ormai votato alla grafica e alla cartellonistica, si trasferì a Milano, dove continuò a lavorare per Ricordi, nella cui sede aveva un ufficio, e intraprese nuovi rapporti di collaborazione con INPS e INA. Negli anni Trenta, Busi curò anche l'allestimento del padiglione INA per la Fiera di Milano e del Padiglione Ricordi alla Prima Mostra del Cartellone e Grafica pubblicitaria di Milano. A questo periodo risale anche una copiosa produzione di cartoline illustrate, in particolare per la casa editrice Degami. 
Negli anni Quaranta cominciò ad operare come illustratore di libri per bambini grazie alla collaborazione con l'Editrice Scolastica di Bologna, e nel dopoguerra la sua attività di illustratore fu in continuità con quanto intrapreso in precedenza, in particolare il lavoro per Lanerossi e l'illustrazione di libri. Riprese inoltre con una certa intensità la sua attività di ritrattista. Agli anni Sessanta risalgono alcune opere sacre, realizzate tutte per le chiese di Rimini e del suo territorio, mentre negli anni Settanta, ormai anziano, realizzò, sempre in Emilia Romagna, alcune personali dove sia il materiale pittorico che quello grafico trovavano posto. 
Morì a Bologna nel dicembre del 1977.

### Calendari Barilla
Per Barilla Busi disegnò due calendari, uno nel 1925, edito da Chappuis a Bologna, e uno nel 1931, edito da Ricordi a Milano. Il primo è composto da sei tavole, il secondo da dodici. Le vicende del ritrovamento di entrambi i calendari da parte dell'Archivio storico Barilla videro l'intervento della vedova di Busi, Lilla Leonardi. Del calendario del 1931 la vedova possedeva due copie e una la cedette all'Archivio Barilla, prima in prestito per la mostra sulla storia della pubblicità Barilla a Cibus nel 1994, poi in dono. Fu lei a rivelare l'esistenza di un altro calendario, realizzato da Busi nel 1925, recuperato dall'Archivio Barilla solo nel 2012 dalla Biblioteca del Comune di Mirandola che, in seguito al terremoto che aveva colpito l'Emilia Romagna, lo aveva ritrovato dietro uno scaffale di libri. Del secondo calendario, quello del 1931, è interessante notare il dinamismo con cui, nella tavola di Dicembre, i due putti protagonisti del disegno si sfidano a suon di forchettate di spaghetti, proprio nei giorni in cui Tommaso Marinetti, nel Manifesto della cucina futurista, caldeggiava l'abolizione della pastasciutta dalla dieta degli italiani per la presunta fiacchezza da essa provocata.

### Lanerossi e La moda della lana
La collaborazione di Busi con la ditta Lanerossi durò per oltre venti anni, a partire dal 1931, anno in cui fu pubblicato il primo calendario. Per Lanerossi, Busi realizzò tutte le campagne pubblicitarie, producendo manifesti, calendari, cartoline e segnalibri, e ideò una rivista da lui interamente illustrata e stampata da Ricordi. I primi due fascicoli uscirono nel 1931 e nel 1932 con il titolo "Lana Rossi"; dal terzo fascicolo la rivista cambiò il titolo in "La moda della lana. Pubblicazione semestrale" e le pubblicazioni proseguirono fino al fascicolo 19, uscito nella primavera-estate del 1949. Nel 1933 e nel 1935 furono pubblicati due fascicoli di un altro opuscolo, "Mamma".